# Sjanon Pasnjak

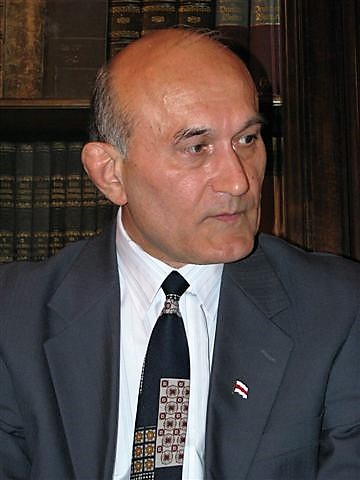
Sjanon Pasnjak, Warschau, 26. Juni 2008

Sjanon Pasnjak (belarussisch Зяно́н Пазьня́к, russisch Зено́н Станисла́вович Позня́к, * 24. April 1944 in Subotniki, Bezirk Hrodna) ist ein belarussischer nationalistischer Politiker und Aktivist, einer der Gründer der Partyja BNF und von 1993 bis 1999 Vorsitzender der Partei. Seit 1999 ist er Vorsitzender der Konservativ-Christlichen Partei BNF.

## Biografie
Sjanon Pasnjaks Großvater war der Anführer der Belarussischen Christdemokraten in den 1930er Jahren, sein Vater wurde im Deutsch-Sowjetischen Krieg im Dezember 1944 getötet.
1967 schloss Pasnjak sein Studium an der Belarussischen Akademie der Künste ab und arbeitete nachher als Kunsthistoriker. Nachdem er im Zug einer Säuberungswelle durch die sowjetische Verwaltung im Jahre 1974 seine Arbeit verloren hatte, begann er als Archäologe in der archäologischen Abteilung des Geschichtsinstitutes der Belarussischen Akademie der Wissenschaften zu arbeiten. Sein Spezialgebiet war das Spätmittelalter in Belarus. Er war stark in die Anstrengungen zur Bewahrung des historischen Zentrums von Minsk involviert, das durch den Krieg und die sowjetischen Wiederaufbauprogramme nach dem Krieg erheblich zerstört worden war. 1981 verteidigte er erfolgreich seine Dissertation über die Geschichte des Theaters.
1988 veröffentlichte Pasnjak seine Forschungen zu Massenexekutionen durch das NKWD im Wald von Kurapaty, in der Nähe von Minsk. In dieser Zeit wurde er auch zum Anführer der „Nationalen Wiederauferstehungsbewegung“ (belarussisch адраджэньне). 1988 war er, zusammen mit dem Schriftsteller Wassil Bykau, einer der Gründer der BNF.
Vom 3. Mai 1990 bis Januar 1996 war Pasnjak Abgeordneter des belarussischen Parlaments. Als Abgeordneter war er Fraktionsvorsitzender der BNF und beschäftigte sich unter anderem mit den Untersuchungen zur Nuklearkatastrophe von Tschernobyl 1989–1990, der belarussischen Unabhängigkeitserklärung 1991, der Rückkehr der in der Sowjetunion abgeschafften belarussischen nationalen Symbolik (weiß-rot-weiße Fahne und Pahonia-Wappen) und der Rückkehr der belarussischen Armeeangehörigen, die sich noch in Operationsgebieten der ehemaligen Sowjetarmee befanden.

Historische Fahne von Belarus, die auf Grund der Bestrebungen der von Pasnjak angeführten parlamentarischen Opposition wiederhergestellt wurde

1996 sah sich Pasnjak gezwungen, Belarus zu verlassen, da er eine Verhaftung durch Kräfte des neuen Präsidenten, Aljaksandr Lukaschenka, fürchtete. Er erhielt politisches Asyl in den Vereinigten Staaten.
Aus der Emigration heraus beschäftigte sich Sjanon Pasnjak weiterhin mit der Leitung der Konservativ-Christlichen Partei BNF und blieb in Belarus ein bekannter öffentlicher Aktivist. Er gilt als charismatischer, wenn auch umstrittener Oppositionsführer der jüngeren belarussischen Geschichte. Sein Ansinnen, an der Präsidentenwahl 2006 teilzunehmen, scheiterte, da er sich weigerte, die verlangte Anzahl von Unterschriften einzureichen, die für seine Kandidatur notwendig gewesen wären.
Pasnjak und seine Anhänger lehnen es ab, der oppositionellen Koalition der Demokratischen Kräfte von Aljaksandr Milinkewitsch beizutreten.
Im Sommer 2020 gründete Pasnjak die Vereinigung „Freies Belarus“, welche laut eigenen Aussagen „für den Schutz, die Entwicklung und die Vertretung der belarussischen Nation, der Republik Belarus und der Belarussen auf der ganzen Welt“ eintritt. Während des Russischen Überfalls auf die Ukraine 2022 rief Pasnjak dazu auf, das Kastus-Kalinouski-Regiment zu unterstützen. Im Januar 2023 besuchte er während der Schlacht um Bachmut die belarussischen Kämpfer des Kalinouski-Regiments an der Front.